# Penelope Pussycat
Penelope Pussycat est un personnage des cartoons Looney Tunes. C'est une chatte créé par Chuck Jones. Sa première apparition date de 1949 dans le dessin animé Relent d'amour (For Scent-imental Reasons, 1949). Elle est la victime de Pépé le putois qui en tombe systématiquement amoureux.

## Description
Penelope Pussycat est une chatte noire. Elle a été aussi nommée Fabrette

## Filmographie
- Relent d'amour (For Scent-imental Reasons) (1949)
- Roméo de Cologne (Scent-imental Romeo) (1951)
- Mon beau légionnaire (Little Beau Pepé) (1952)
- Tout feu, tout flamme (Wild Over You) (1953)
- Chatsablanca (The Cats Bah) (1954)
- Le crime était presque parfum (Past Perfumance) (1955)
- Pépé sur la piste de l'amour (Two Scent's Worth) (1955)
- Parfum céleste (Heaven Scent) (1956)
- Les Robinsons de l'amour (Touché and Go) (1957)
- Un printemps pourri (Really Scent) (1959)
- La Croisière s'empeste (Who Scent You?) (1960)
- Le Parfum du mont Cervin (A Scent of the Matterhorn) (1961)
- Pépé visite le Louvre (Louvre Come Back to Me!) (1962)
- Carrotblanca (1995)

## Voix
Originales : 
- Mel Blanc (1949–1961)[2]
- June Foray (1959)
- Julie Bennett (1962)[2]
- Tress MacNeille (1995)[2] dans Carrotblanca[3]
- Frank Welker (2000)
- Eric Bauza (2018)[2]
- Salli Saffioti (en) (2023)